# Tiirinselkä
Tiirinselkä är en vik i Finland. Den är en del av sjön Päijänne och ligger i Jämsä i landskapet Mellersta Finland, i den södra delen av landet, 180 km norr om huvudstaden Helsingfors.